# Dactylactis malayensis
Dactylactis malayensis är en korallart som beskrevs av McMurrich 1910. Dactylactis malayensis ingår i släktet Dactylactis och familjen Arachnactidae. Inga underarter finns listade i Catalogue of Life.